# Имматрикуляция

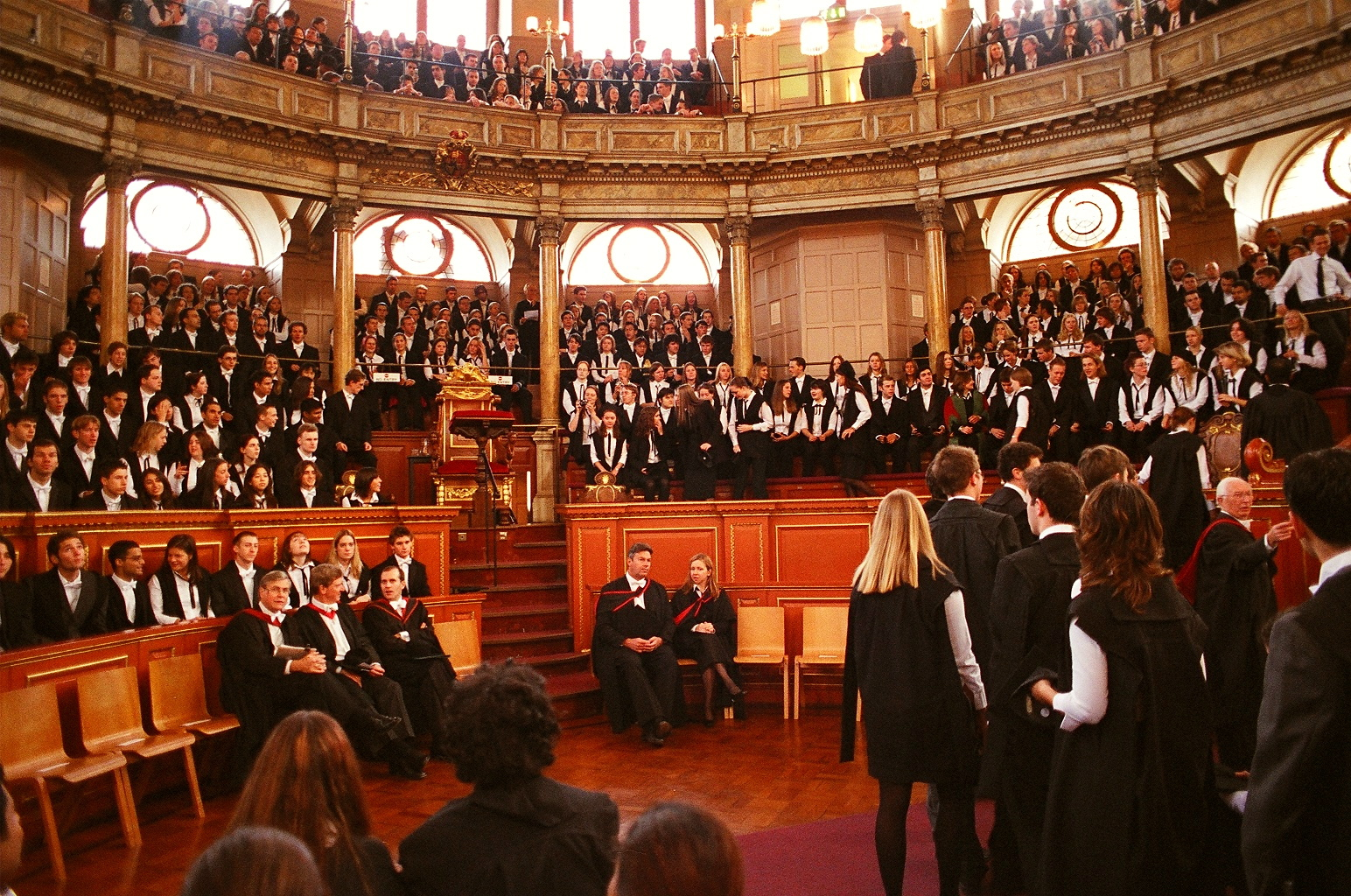
Торжественная имматрикуляция. Оксфордский университет

Имматрикуляция (лат. Matricula — «маленький список»; лат. Immatriculare — «внести в список») — процесс приёма в студенческое братство; торжественный приём новых студентов на первый год обучения, посвящение в студенты.
Кроме того, в некоторых дореволюционных изданиях термин имматрикуляция означал перепись студентов, внесение их в университетские списки с целью взыскания с них денег за право слушания лекций, причём им выдавались билеты, называемые матрикулами, в которых излагались обязательные для них правила поведения. Этот порядок был введён в России с 1861 года.